# Orphan Rock
Pour les articles homonymes, voir Orphan.
Orphan Rock (rocher orphelin) est une formation rocheuse des montagnes Bleues de l'Australie, à Katoomba, en Nouvelle-Galles du Sud. Il est situé à proximité immédiate des installations de Scenic World. 
Orphan Rock est jugé instable et dangereux, le sentier qui y mène est fermé au grand public.

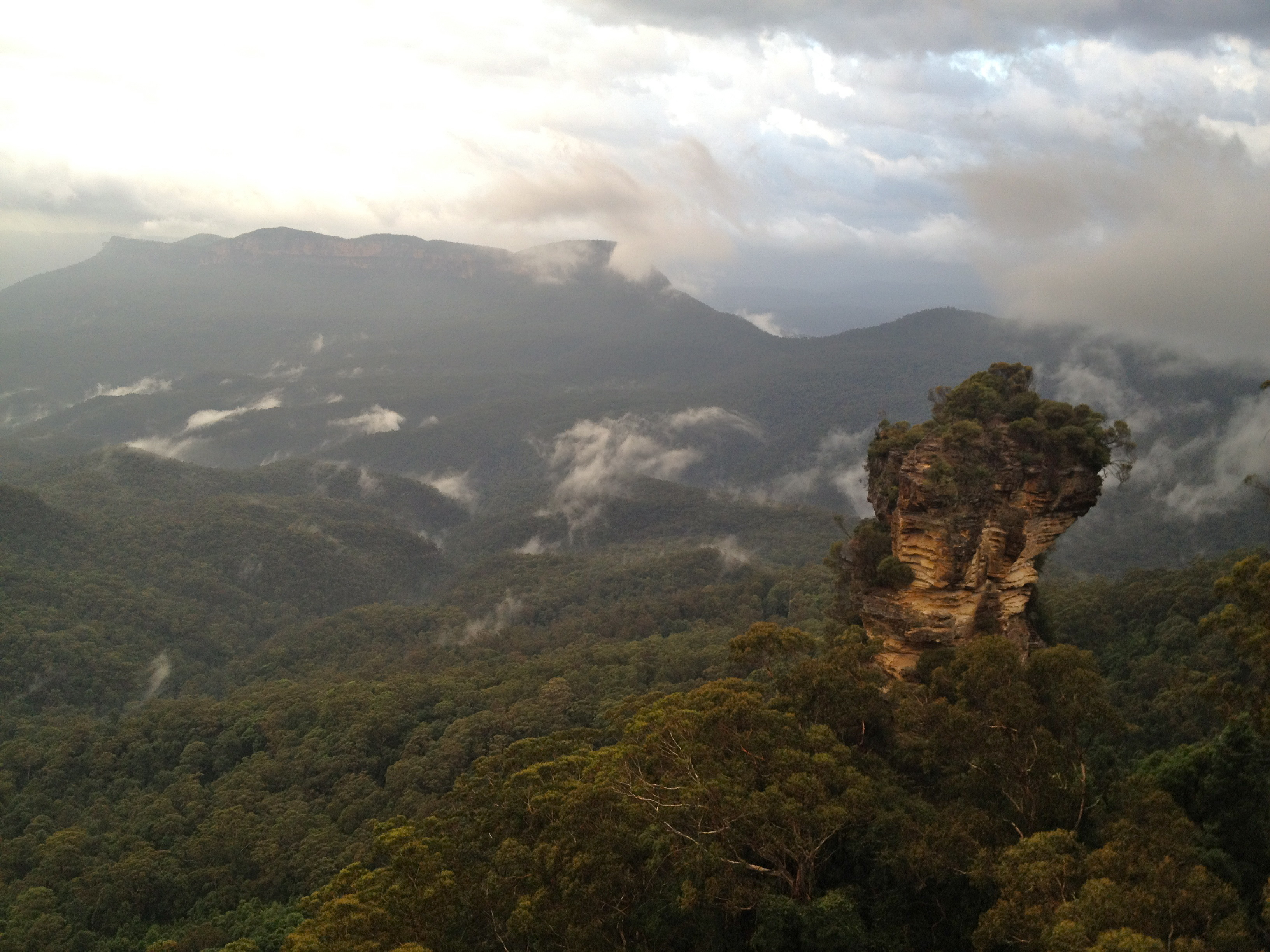
Orphan Rock